# Nyaa Torrents
O Nyaa Torrents (cuja nomenclatura provém de uma onomatopeia originada do idioma japonês que é usada como o miado de gato, nyaa, em junção com o nome da tecnologia de distribuição P2P) é um indexador público de BitTorrent que tem o Leste Asiático (chinês, japonês e/ou coreano) como a sua origem. É um dos mais expressivos indexadores públicos de torrents dedicados aos animes.
No ano de 2011, vários usuários do site acabaram sendo marcados pela prática de pirataria digital (infringimento de direitos autorais). Em 2014, o Nyaa Torrents passou a ser alvo de ações anti-pirataria por parte do governo Japonês. Além disto, no início de setembro do mesmo ano, o site acabou sofrendo um ataque DDoS.
Em 1º de maio de 2017, os seus domínios ".se", ".au" e ".org" foram desativados voluntariamente pelo registrador do site, segundo as palavras de seus moderadores. Contudo, alguns dias após tais desativações, o indexador reapareceu sob o domínio ".si" (tendo o seu código-fonte aberto publicamente).